# Vipassana
Vipassana, în tradiția budistă, înseamnă înțelegerea realității așa cum este ea. Meditația Vipassana a căpătat popularitate in occident ca meditație atentă (en. mindfulness), modelată după școala budistă Theravada, care utilizează sati și ānāpāna ca tehnici primare, și învățăturile Satipaṭṭhāna Sutta.

## Practica
Meditația Vipassanā prezintă multiple variațiuni în tradițiile budiste și în anumite forme nonsectare. În general, este inclusă orice tehnică de meditație care cultivă înțelegere prin contemplare, introspecție, observarea senzațiilor din corp, meditație analitică, precum și observarea experiențelor trăite.